# إليتسفيل (إنديانا)
إليتسفيل (بالإنجليزية: Ellettsville, Indiana)‏ هي بلدة أمريكية تقع في الولايات المتحدة في مقاطعة مونرو (إنديانا). يقدر عدد سكانها بـ 6,378 نسمة ومساحتها 10.98 كم2 ووترتفع عن سطح البحر 212 متر.

## التركيبة السكانية
قام مكتب تعداد الولايات المتحدة بتحديد بيانات التركيبة السكانية لإليتسفيل في تعداد الولايات المتحدة. في ما يلي، التركيبة السكانية حسب تعدادي 2000 و2010.

### تعداد عام 2000
بلغ عدد سكان إليتسفيل 5,078 نسمة بحسب تعداد عام 2000، وبلغ عدد الأسر 1,944 أسرة وعدد العائلات 1,345 عائلة مقيمة في البلدة. في حين سجلت الكثافة السكانية 2,356.8 نسمة لكل ميل مربع (910.0/كم2). وبلغ عدد الوحدات السكنية 2,085 وحدة بمتوسط كثافة قدره 967.7 نسمة لكل ميل مربع (373.6/كم2).
وتوزع التركيب العرقي للبلدة بنسبة 95.83% من البيض و 0.18% من الأمريكيين الأصليين و 0.73% من الأمريكيين ذوي الأصول الآسيوية و 1.22% من الأمريكيين الأفارقة و 1.24% من عرقين مختلطين أو أكثر.
بلغ عدد الأسر 1,944 أسرة كانت نسبة 40.8% منها لديها أطفال تحت سن الثامنة عشر تعيش معهم، وبلغت نسبة الأزواج القاطنين مع بعضهم البعض 51.2% من أصل المجموع الكلي للأسر، ونسبة 13.2% من الأسر كان لديها معيلات من الإناث دون وجود شريك، وكانت نسبة 30.8% من غير العائلات. تألفت نسبة 25.4% من أصل جميع الأسر من أفراد ونسبة 9.1% كانوا يعيش معهم شخص وحيد يبلغ من العمر 65 عاماً فما فوق.
بلغ العمر الوسطي للسكان 33 عاماً. وكانت نسبة 8.4% بين الثامنة عشر والأربعة وعشرون عاماً، ونسبة 32.7% كانت واقعةً في الفئة العمرية ما بين الخامسة والعشرون حتى والأربعة وأربعون عاماً، ونسبة 19.4% كانت ما بين الخامسة والأربعون حتى الرابعة والستون، ونسبة 9.4% كانت ضمن فئة الخامسة والستون عاماً فما فوق. يوجد لكل 100 أنثى 90.7 ذكر، ويوجد لكل 100 أنثى في الثامنة عشر من عمرها فما فوق 83.0 ذكر.
بلغ متوسط دخل الأسرة في البلدة 37,276 دولار، أما متوسط دخل العائلة فبلغ 42,950 دولار. وكان متوسط دخل الذكور 32,153 دولار مقابل 26,313 دولار للإناث. وكان من هؤلاء نسبة 9.8% تحت سن الثامنة عشر ونسبة 12.6% في الخامسة والستين من العمر وما فوق.

### تعداد عام 2010
بلغ عدد سكان إليتسفيل 6,378 نسمة بحسب تعداد عام 2010، وبلغ عدد الأسر 2,593 أسرة وعدد العائلات 1,704 عائلة مقيمة في البلدة. في حين سجلت الكثافة السكانية 1,504.2 نسمة لكل ميل مربع (580.8/كم2). وبلغ عدد الوحدات السكنية 2,753 وحدة بمتوسط كثافة قدره 649.3 لكل ميل مربع (250.7/كم2).
وتوزع التركيب العرقي للبلدة بنسبة 95.5% من البيض و 0.2% من الأمريكيين الأصليين و 0.6% من الأمريكيين ذوي الأصول الآسيوية و 1.0% من الأمريكيين الأفارقة و 1.9% من عرقين مختلطين أو أكثر.
بلغ عدد الأسر 2,593 أسرة كانت نسبة 35.3% منها لديها أطفال تحت سن الثامنة عشر تعيش معهم، وبلغت نسبة الأزواج القاطنين مع بعضهم البعض 47.2% من أصل المجموع الكلي للأسر، ونسبة 13.6% من الأسر كان لديها معيلات من الإناث دون وجود شريك، بينما كانت نسبة 5.0% من الأسر لديها معيلون من الذكور دون وجود شريكة وكانت نسبة 34.3% من غير العائلات. تألفت نسبة 28.2% من أصل جميع الأسر من أفراد ونسبة 9.7% كانوا يعيش معهم شخص وحيد يبلغ من العمر 65 عاماً فما فوق. وبلغ متوسط حجم الأسرة المعيشية 2.98، أما متوسط حجم العائلات فبلغ 2.43.
بلغ العمر الوسطي للسكان 34.5 عاماً. وكانت نسبة 26.5% من القاطنين تحت سن الثامنة عشر، وكانت نسبة 7.7% بين الثامنة عشر والأربعة وعشرون عاماً، ونسبة 30.7% كانت واقعةً في الفئة العمرية ما بين الخامسة والعشرون حتى والأربعة وأربعون عاماً، ونسبة 23% كانت ما بين الخامسة والأربعون حتى الرابعة والستون، ونسبة 12.1% كانت ضمن فئة الخامسة والستون عاماً فما فوق. وتوزع التركيب الجنسي للسكان بنسبة 46.7% ذكور و53.3% إناث.